# Дытюк, Василий Кузьмич
Василий Кузьмич Дытюк (1918—1984) — полковник Советской Армии, участник Великой Отечественной войны, Герой Советского Союза (1945).

## Биография
Василий Дытюк родился 2 марта 1918 года в селе Салтыкова Девица (ныне — Куликовский район Черниговской области Украины) в крестьянской семье. Окончил семь классов неполной средней школы и курсы механизаторов, после чего работал в колхозе. В 1938 году Дытюк был призван на службу в Рабоче-крестьянскую Красную Армию. С февраля 1942 года — на фронтах Великой Отечественной войны. В 1943 году он окончил Горьковское танковое училище. Принимал участие в боях на Северо-Западном, 1-м и 2-м Украинском, 1-м Белорусском фронтах. К январю 1945 года гвардии лейтенант Василий Дытюк командовал танковым взводом 66-й гвардейской танковой бригады 12-го гвардейского танкового корпуса 2-й гвардейской танковой армии 1-го Белорусского фронта. Отличился во время освобождения Польши.
В период с 15 января по 1 февраля 1945 года взвод Дытюка прошёл с боями около шестисот километров, нанеся большие потери войскам противника. 24 января 1945 года во время боя за Чарнкув взвод принимал активное участие в захвате переправы через реку Нотец и торговой пристани, на которой располагались военные склады.
Указом Президиума Верховного Совета СССР от 24 марта 1945 года за «мужество и героизм, проявленные в боях за города Иновроцлав и Чарнкув» гвардии лейтенант Василий Дытюк был удостоен высокого звания Героя Советского Союза с вручением ордена Ленина и медали «Золотая Звезда» за номером 5746.
После окончания войны Дытюк продолжил службу в Советской Армии. В 1951 году окончил Высшую бронетанковую школу. В 1961 году в звании полковника он был уволен в запас. Проживал в Черкассах, работал начальником штаба гражданской обороны машиностроительного завода имени Петровского. Скончался 22 июня 1984 года, похоронен в Черкассах.
Был также награждён орденами Красного Знамени, Отечественной войны 2-й степени, Дружбы народов, двумя орденами Красной Звезды, рядом медалей.